# Cranham
Cranham – dzielnica Londynu, w Wielkim Londynie, leżąca w gminie Havering. Leży 25,3 km od centrum Londynu. W 2011 roku dzielnica liczyła 12 528 mieszkańców. Cranham jest wspomniana w Domesday Book (1086) jako Craohu.